# جورج د. بيفيريدغ
جورج د. بيفيريدغ (بالإنجليزية: George D. Beveridge)‏ هو صحفي أمريكي، ولد في 5 يناير 1922 في واشنطن العاصمة في الولايات المتحدة، وتوفي في 14 فبراير 1987 في بيثيسدا في الولايات المتحدة بسبب ابيضاض الدم.